# Ишъклъ
 Тази статия е за село Арнауткьой (Кешанско).  За село Арнауткьой (Одринско) вижте Арнауткьой (вилает Одрин).  
Арнауткьой или Ишъклъ (на турски: Işıklı) е село в Източна Тракия, Турция, Вилает Одрин.

## География
Селото се намира на 30 километра източно от Енос.

## История
През 19 век Арнауткьой е село в Кешанска каза на Одринския вилает на Османската империя. Според статистиката на професор Любомир Милетич през 1912 година в селото живеят 10 български патриаршистки семейства, смесени с гърци.